# 亮色黃蝶
亮色黃蝶（學名：Eurema blanda），又名棕斑黃粉蝶、臺灣黃蝶、蘗黃粉蝶、爪哇黃蝶、亮色黃粉蝶、台灣黃蝶，是一種小型的蝴蝶，屬於粉蝶科（Pieridae），分布於斯里蘭卡、印度及東南亞。

## 外觀描述
濕季型：雄蝶。背面呈檸檬黃。前翅外側黑色邊帶在前段比斯里蘭卡標本的Eurema hecabe來得寬，後段較短，且其內緣向外斜。後翅有中等寬度的黑色外緣帶。腹面：兩翅皆具濕季型常見斑紋。前翅中室有三個斑點，並帶有翅脈交界處斑紋。無亞端斑塊。雌蝶：未觀察到。
中間型：雄蝶：未觀察到。雌蝶：背面：前翅黑邊與濕季型相似。後翅有寬廣的黑色外緣帶。腹面帶有如同濕季型之輕微棕色常見斑紋。前翅具一棕色亞端斑塊。
乾季型：體型較濕季型小。雄蝶：背面：前翅黑色外緣帶較窄，後段明顯縮小。後翅具細長外緣黑帶。腹面：與濕季型相似的常見斑紋。前翅有較明顯的亞端斑塊。雌蝶：背面：前翅黑邊較雄蝶寬，後翅黑邊亦遠比雄蝶寬。腹面：兩翅與雄蝶相似。

極乾季型：雄蝶：未觀察到。雌蝶：背面：前翅具寬廣黑色外緣帶，後段從下中脈枝斜向外突出。後翅有中等寬度外緣黑帶。腹面：兩翅與乾季型相同之常見斑紋。前翅具一個明顯近完整的方形頂角棕色斑塊。——查爾斯·斯文豪，Lepidoptera Indica．第七卷

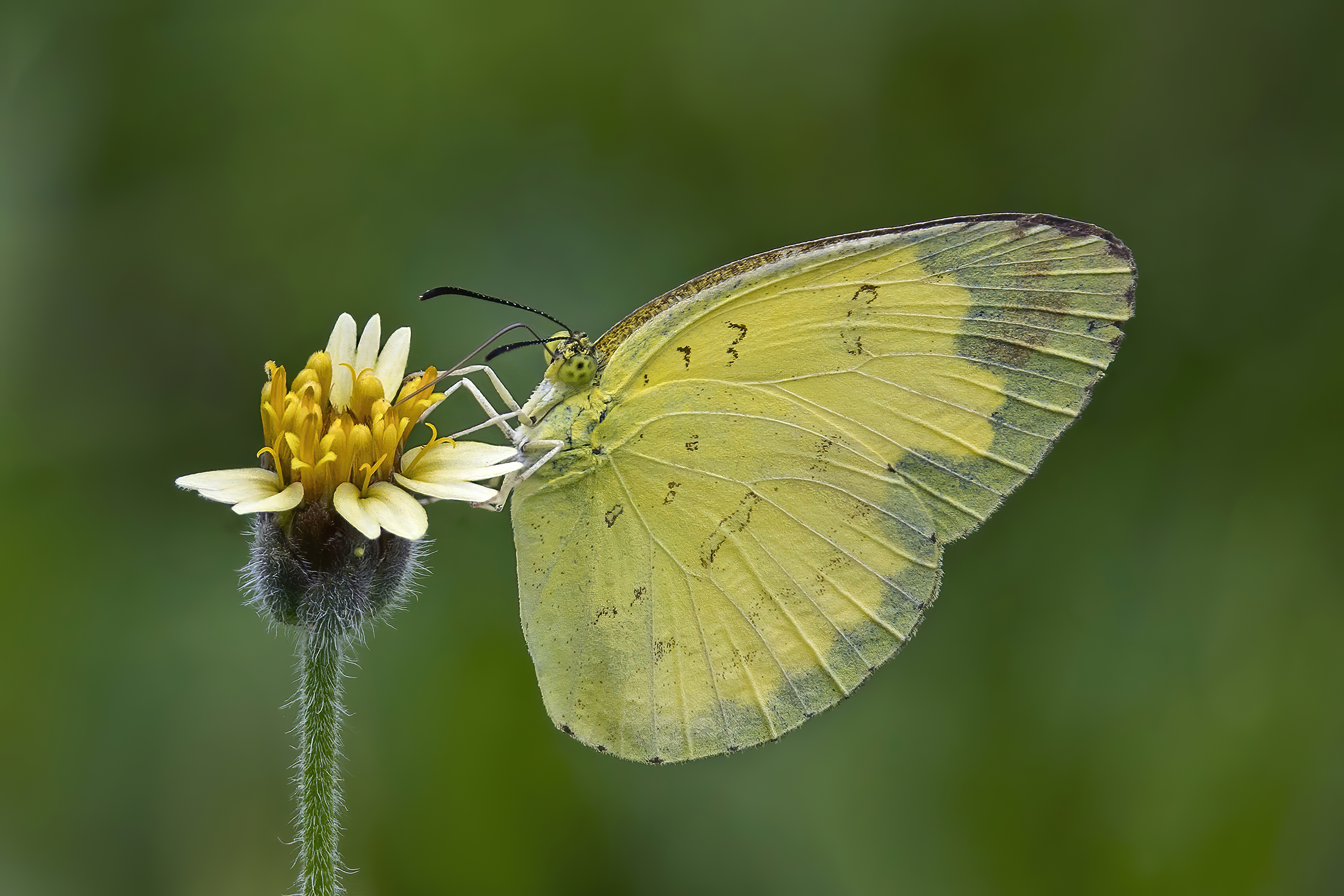
泰國普吉島

## 生活史

### 卵
淡黃色橢圓形卵產於葉片上下方，約三日後孵化。

### 幼蟲
初齡期為淡綠色，末齡期則變為鮮綠色。

### 蛹
自孵化起約二十日後化蛹。蛹為淡綠色，約一週後破蛹羽化為成蝶。

## 分佈
臺灣分布於低至中海拔地區，包括離島。

## 食草
棲息於多種有寄主植物生長或栽培的環境，一年多代。成蝶常見於森林邊緣、溪邊及公園，喜訪花，雄蝶會聚於濕地吸水。卵成塊產，幼蟲群居，數量多時可大量啃食寄主葉片，主要以豆科園藝植物為食。
寄主包括豆科的合歡、闊莢合歡、麻六甲合歡、華南雲實、蓮實藤、恒春皂莢、黃槐、鐵刀木、阿勒勃、翼柄決明、金龜樹、朱纓花等。

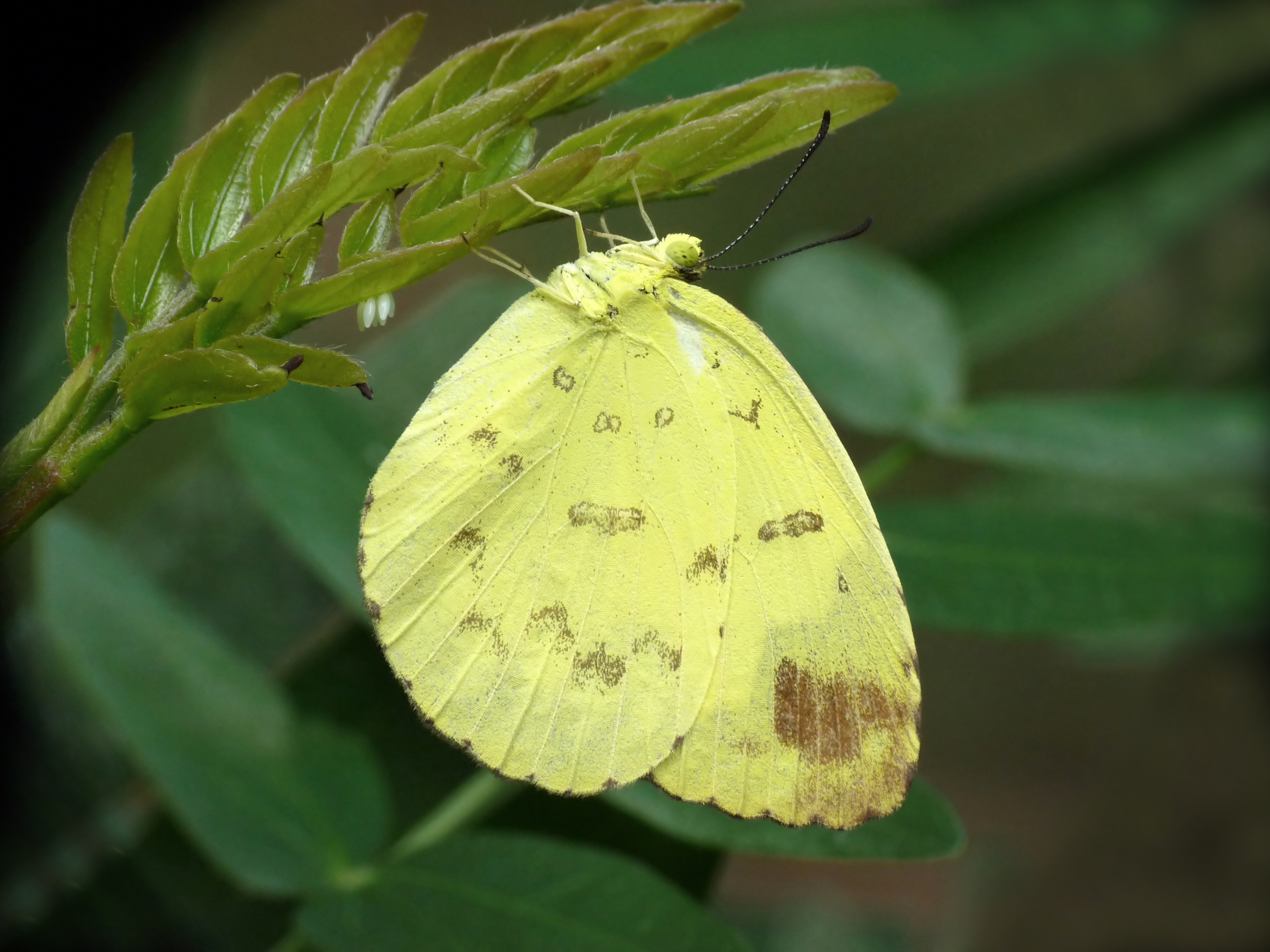
於合歡上產卵

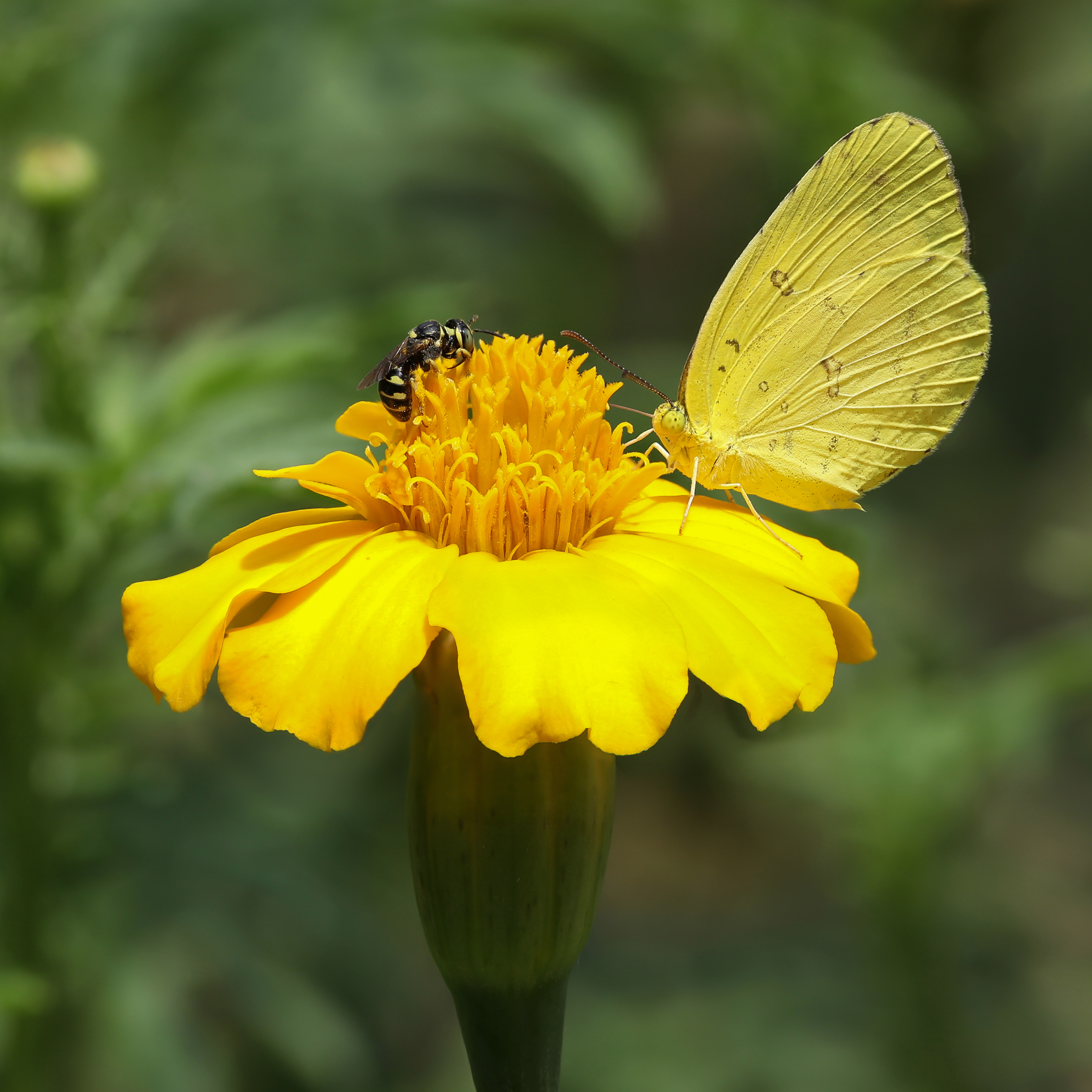
亮色黃蝶與一隻胡蜂科於甜萬壽菊上，在寮國